# Tandrot (växt)
För den nedre delen av en tand, se tandrot.
Tandrot (Cardamine bulbifera) är en växtart i familjen korsblommiga växter som beskrevs av Carl von Linné och den österrikiske botanikern och läkaren Heinrich Johann Nepomuk von Crantz 1769. Den förekommer naturligt från Europa till Kaukasus. I Sverige förekommer arten i de södra och mellersta delarna av landet. Den första uppgiften om fynd i Sverige publicerades 1658 i Rudbecks Catalogus plantarum (Norstedts 1920).
Den odlas som trädgårdsväxt i Sverige. Tandrot förs ibland, tillsammans med några andra arter, till släktet Dentaria.

## Beskrivning
Tandrot växer i mullrika jordar, vanligtvis i skuggiga lundar. Den är en flerårig, kal ört med krypande, grova jordstammar. Jordstammarna är vita med grova tandlika knölar. Stjälken är upprätt och blir upp till 75 cm hög. Bladen är strödda, parflikiga med 5-7 småblad, de övre bladen har 3 småblad. Småbladen är breda med grovt sågade kanter. Bladvecken har mörka groddknoppar som faller av och bildar nya plantor. Blommorna sitter några få tillsammans i korta ar. Kronbladen är ljust violetta och 10–17 mm långa. Arten sätter sällan frukt utan förökar sig istället vegetativt med groddknopparna.
Tandrot blommar i maj-juni i Sverige.
Bland svenska Cardamine-arter är tandrot den enda art som bildar groddknoppar i bladvecken. 

## Etymologi
Artnamnet bulbifera kommer av latin, bulbus (”lök”) och ferre (”bära”) och betyder således ”lökbärande”. Det syftar på de lökliknande groddknoppar som sitter i bladvecken. Det svenska namnet tandrot syftar på jordstammen, som är tandlikt knölig.

## Synonymer
Cardamine bulbifera f. ptarmicifolia (de Candolle.) Jovan.-Dunj.
Crucifera bulbifera (L.) E.H.L.Krause
Dentaria bulbifera L.
Dentaria bulbifera var. ptarmicifolia de Candolle
Dentaria bulbifera var. tamariscifolia de Candolle